# Maths Holmström
Karl Peter Mathias (Maths) Holmström, född 13 april 1879 i Arbrå socken, död 25 april 1947 i Liljenäs i Torskinge församling, var en svensk militär och författare.
Maths Holmström var son till civilingenjören Carl Daniel Holmström. Efter mogenhetsexamen i Stockholm 1899 blev han underlöjtnant i Vaxholms artillerikår och 1902 vid Kustartilleriet, där han 1926 avancerade till major och 1933 till överstelöjtnant. Han övergick 1935 till reserven. Holmström tjänstgjorde 1920–1922 i franska armén, under vilka år han bland annat var förlagd till Marocko och deltog i fälttåget i Stora Atlas. Han är känd som författare till försvarspolitiska arbeten, reseskildringar och äventyrsberättelser för ungdom. Bland annat utgav han Vad är orsaken till vårt försvarsväsens ringa popularitet? (1927), Från Pyrenéerna till Stora Atlas (1928) och Petter Frisks äventyr (1929). Han framträdde även som föredragshållare och uppläsare i radio. Holmström, som tillhörde socialdemokratiska arbetarpartiet, skrev även reseskildringar och andra artiklar i Social-Demokraten. Holmström var stadsfullmäktig i Vaxholm 1928–1930. Han är begraven på Bromma kyrkogård.